# Dorfbauerschaft (Wettringen)
Dorfbauerschaft ist ein Ortsteil der Gemeinde Wettringen im nordrhein-westfälischen Kreis Steinfurt. 
Die Bauerschaft liegt westlich des Kernortes Wettringen. Die B 70 verläuft südlich, die Vechte fließt nördlich.

## Sehenswürdigkeiten
In der Liste der Baudenkmäler in Wettringen (Münsterland) ist für Dorfbauerschaft das St. Josefshaus Wettringen als einziges Baudenkmal aufgeführt.